# Naruhito
Naruhito (徳仁?  /na'ɺ̠ɯçito/; Tokio, 23 de febrero de 1960), cuyo nombre completo durante la niñez y la soltería fue Hiro-no-miya Naruhito (浩宮徳仁?), es el 126.º y actual emperador del Trono del Crisantemo desde el 1 de mayo de 2019 tras la abdicación de su padre. Es el hijo mayor del emperador emérito Akihito y de la emperatriz Michiko. Su esposa y consorte es la emperatriz Masako. Su ascenso al trono dio inicio a la era Reiwa, que será su nombre póstumo como emperador.

## Biografía

### Infancia

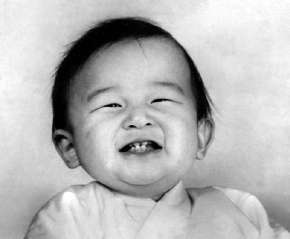
Naruhito, fotografía del 4 de febrero de 1961

Naruhito nació el 23 de febrero de 1960 a las 4:15 p. m. JST en el Hospital de la Agencia de la Casa Imperial en el Palacio Imperial de Tokio. Como príncipe, años más tarde bromeó diciendo: «Nací en un granero rodeado de un foso». Como todos los miembros de la familia imperial, el joven príncipe recibió al séptimo día de su nacimiento, el 29 de febrero de 1960, un nombre y un apellido asignado. Ese mismo día, también recibió de su madre un emblema personal que simboliza su carácter (お印; o-shirushi), el árbol de catalpa (梓; azusa).
Su nombre: Naruhito (徳仁) y su apellido: Hiro-no-miya (浩宮), provienen de la tradición en la Casa Imperial de Japón, más exactamente, de un pasaje de los textos clásicos chinos, a saber, la sentencia número 32 de la Doctrina de la medianía de Confucio la cual dice, hablando de aquel que tiene éxito en alcanzar el estado final y último de la humanidad mediante la búsqueda de la relación tierra y cielo: «浩浩其天茍不固聰明聖!知達天德者, 其孰能知之», que, traducido del chino, significa: «¡Llama al cielo, es tan vasto! ¿Quién puede comprender esto, sino el que es rápido en la aprehensión, claro en su discernimiento, de una inteligencia en gran parte fuera de serie y de un conocimiento universal, que posee todas las virtudes celestiales?».
Se ha informado que la infancia de Naruhito fue feliz y que disfrutó de actividades como escalar montañas, montar a caballo y aprender a tocar el violín. También que jugaba béisbol con los hijos del chambelán real, y que es hincha del equipo Gigantes de Yomiuri. Como un día Naruhito encontró los restos de una antigua calzada en los terrenos del palacio, ello le despertó una fascinación de por vida por el transporte y su historia, lo que le proporcionaría el tema de su licenciatura y maestría en historia. Al respecto ha dicho: «Desde la infancia he tenido un gran interés por los caminos. Los caminos te pueden llevar a un mundo desconocido. Puesto que llevo una vida en la que tengo pocas oportunidades de salir libremente, los caminos son un puente precioso hacia un mundo incógnito, por así decirlo».
En agosto de 1974, cuando el príncipe tenía 14 años, fue enviado a Melbourne, Australia, para vivir con una familia anfitriona. Como el padre de Naruhito, Akihito, entonces príncipe heredero había tenido una experiencia positiva en Australia en un viaje años antes, animó a su hijo a pasar un tiempo en dicho país. Allí Naruhito se quedó con la familia del empresario Colin Harper, llevándose bien con sus «hermanos» anfitriones, cabalgando en Point Lonsdale, tocando el violín, jugando tenis y escalando el mítico Uluru juntos. Incluso, interpretó el violín para dignatarios en una cena de estado en la Casa de Gobierno de Canberra, organizada por el gobernador general sir John Kerr.

### Educación

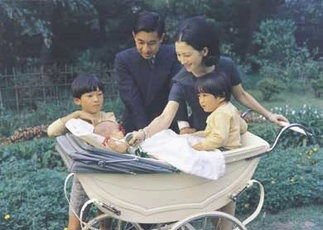
Naruhito a la edad de 9 años con sus padres y hermanos en 1969

Cuando Naruhito tenía cuatro años, ingresó a la prestigiosa institución educativa Gakushūin, a donde muchas de las familias de la élite de Japón y los narikin (nuevos ricos) envían a sus hijos. En la secundaria, Naruhito se unió al club de geografía.
Naruhito se graduó de la Universidad de Gakushuin en marzo de 1982, donde cursó una Licenciatura en Letras con énfasis en historia. En julio de 1983, Naruhito realizó un curso intensivo de inglés de tres meses antes de ingresar al Merton College de la Universidad de Oxford, en el Reino Unido, donde estudió hasta 1986. Naruhito, sin embargo, no presentó su tesis A Study of Navigation and Traffic on the Upper Thames in the 18th Century (Un estudio sobre navegación y tráfico en el Alto Támesis en el siglo XVIII) hasta 1989. Más tarde revisó estos años en su libro, The Thames and I a Memoir of Two Years at Oxford (El Támesis y yo: una memoria de dos años en Oxford). En su época de estudiante visitó unos 21 pubs históricos, incluido el «Trout Inn». Naruhito se unió a la Sociedad Japonesa de Arte Dramático, y fue nombrado presidente honorario de clubes de karate y judo. Jugó tenis interuniversitario, fue cabeza de serie número tres de seis en el equipo de Merton, y tomó lecciones de golf de un instructor profesional. En sus tres años en Merton también practicó el alpinismo, escalando tres montes del Reino Unido: el Ben Nevis de Escocia, el Snowdon de Gales y el Scafell Pike en Inglaterra.
Mientras estuvo en Oxford, Naruhito también viajó por Europa y conoció a gran parte de su realeza, incluida la familia real británica. Los modales relativamente relajados de la realeza del Reino Unido le sorprendieron: «La reina Isabel II, notó con sorpresa, se sirvió su propio té así como los sándwiches». En aquel período también esquió en Liechtenstein con el príncipe Juan Adán II, paso sus vacaciones en Mallorca en el Mediterráneo español, junto al rey Juan Carlos I, y navegó por Noruega con el entonces príncipe heredero Harald y su esposa, la princesa Sonia, y la reina Beatriz de los Países Bajos.
A su regreso a Japón, Naruhito se matriculó una vez más en la Universidad de Gakushūin para obtener una Maestría en humanidades e historia, obteniendo con éxito su título en 1988.
Su maestría se especializó en Historia medieval de Japón.
Naruhito además de conocer a la perfección el japonés, habla inglés, chino, alemán y algo de español.

### Deberes oficiales
Naruhito, desde temprana edad, ha representado a su padre en numerosos eventos y ocasiones. Y, si bien en su época de estudiante, viajó por el mundo entero y quiso conocer costumbres y modos de vida diferentes a las pautas seguidas por milenios en Japón, una vez se reinstaló en el país asumió los diversos ritos y costumbres que dictan la tradición imperial.
Durante dos semanas en 2012, Naruhito se hizo cargo temporalmente de los deberes de su padre mientras el emperador Akihito era sometido a una cirugía de bypass coronario y se recuperaba de ella.
En 2017 se anunció que su padre el emperador Akihito abdicaría el 30 de abril de 2019 debido a su avanzada edad y problemas de salud, por lo que Naruhito accedería al trono. La sucesión imperial de Naruhito, tras la renuncia de su padre, se produjo 1 de mayo de 2019, siendo la ceremonia oficial de ascensión al Trono del Crisantemo el 22 de octubre de 2019.
El 23 de julio y el 24 de agosto del 2021, el emperador Naruhito acudió a las ceremonias de apertura de los Juegos Olímpicos y Paralímpicos de Tokio 2020, respectivamente, siendo el encargado de declarar inaugurados ambos eventos deportivos.

## Vida personal

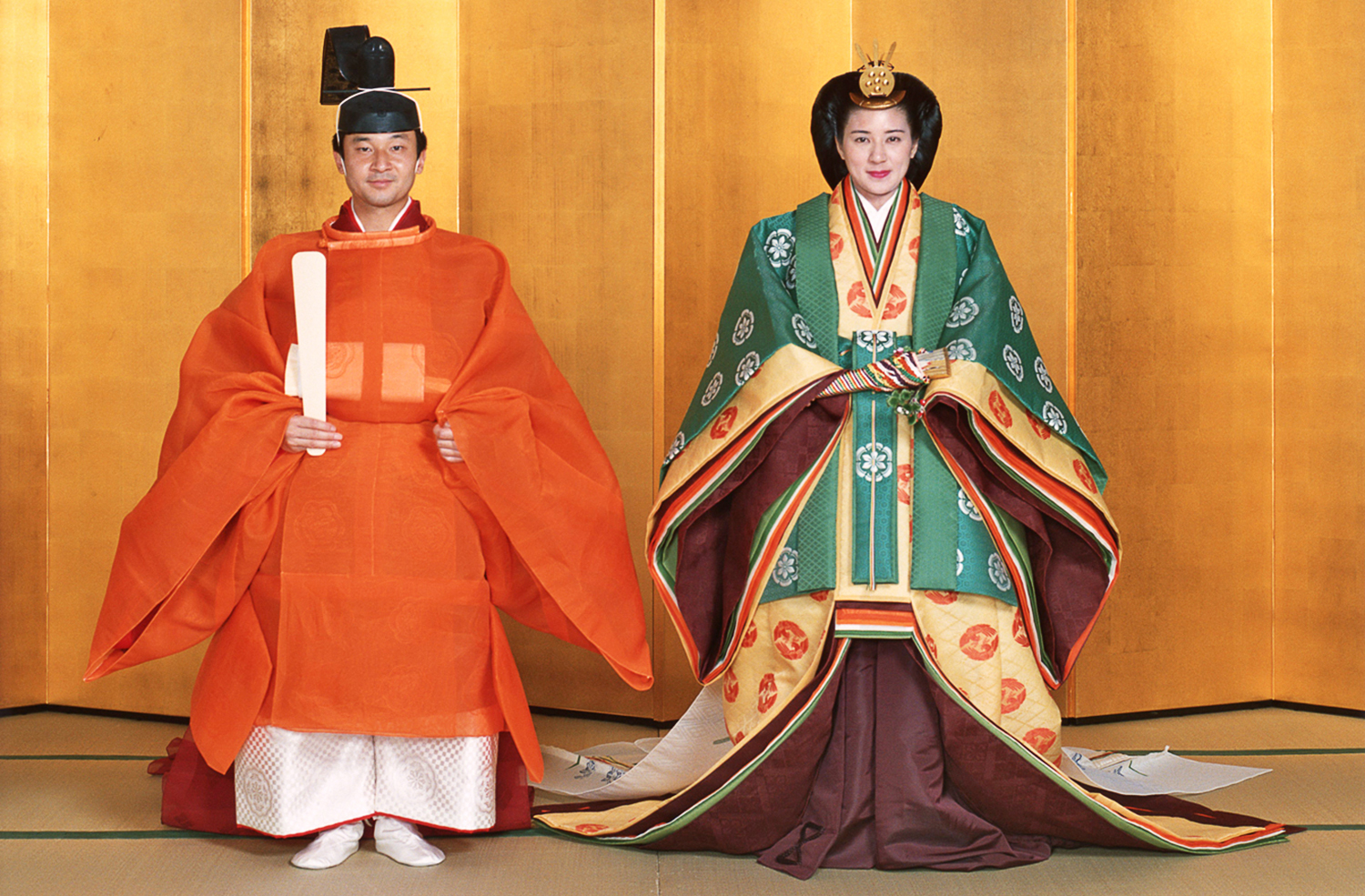
La pareja del príncipe heredero Naruhito y la princesa heredera Masako recién casados, en atuendos tradicionales japoneses, el príncipe vistiendo un sokutai y la princesa un jūnihitoe en 1993

### Matrimonio y familia
Naruhito conoció a Masako Owada, en ese momento funcionaria del Ministerio de Asuntos Exteriores, en un té para la infanta Elena de Borbón en noviembre de 1986, durante el tiempo en que estudiaba en la Universidad de Tokio. El príncipe quedó cautivado apenas la conoció, y organizó que se encontraran varias veces durante las siguientes semanas. A lo largo de 1987 la pareja fue perseguida intensamente por la prensa.
A pesar de que la Agencia de la Casa Imperial desaprobó inicialmente la relación entre Masako Owada y el príncipe, y en particular, que Owada asistiera los siguientes dos años al Balliol College de Oxford, Naruhito continuó interesado en Masako. Le propuso matrimonio tres veces, antes de que el Palacio Imperial anunciara su compromiso el 19 de enero de 1993. La boda tuvo lugar el 9 de junio del mismo año en el Salón Imperial Shinto de Tokio ante 800 invitados, incluidos jefes de Estado y miembros de la realeza europea.
En el momento de su matrimonio, el padre de Naruhito había ascendido al trono, por lo que Naruhito había sido investido como príncipe heredero con el título de Príncipe Hiro (浩宮, Hiro-no-miya) el 23 de febrero de 1991.
El primer embarazo de Masako se anunció en diciembre de 1999, pero sufrió un aborto espontáneo. El emperador Naruhito y la emperatriz Masako finalmente concibieron una hija, Aiko, conocida como princesa Toshi (敬宮愛子内親王, Toshi-no-miya Aiko Naishinnō), quien nació el 1 de diciembre de 2001 en el Hospital de la Agencia de la Casa Imperial, en el Palacio Imperial de Tokio.
El hecho de que la única descendiente sea mujer, despertó un debate nacional sobre si debía cambiarse la Ley de Sucesión al Trono (Ley de la casa imperial), ya que en Japón no está previsto que una mujer se desempeñe como emperatriz con la actual legislación. En noviembre de 2020 y a fin de zanjar la cuestión de la sucesión, se hizo público que su hermano menor, Fumihito, es oficialmente el heredero de Naruhito.

### Aficiones e intereses

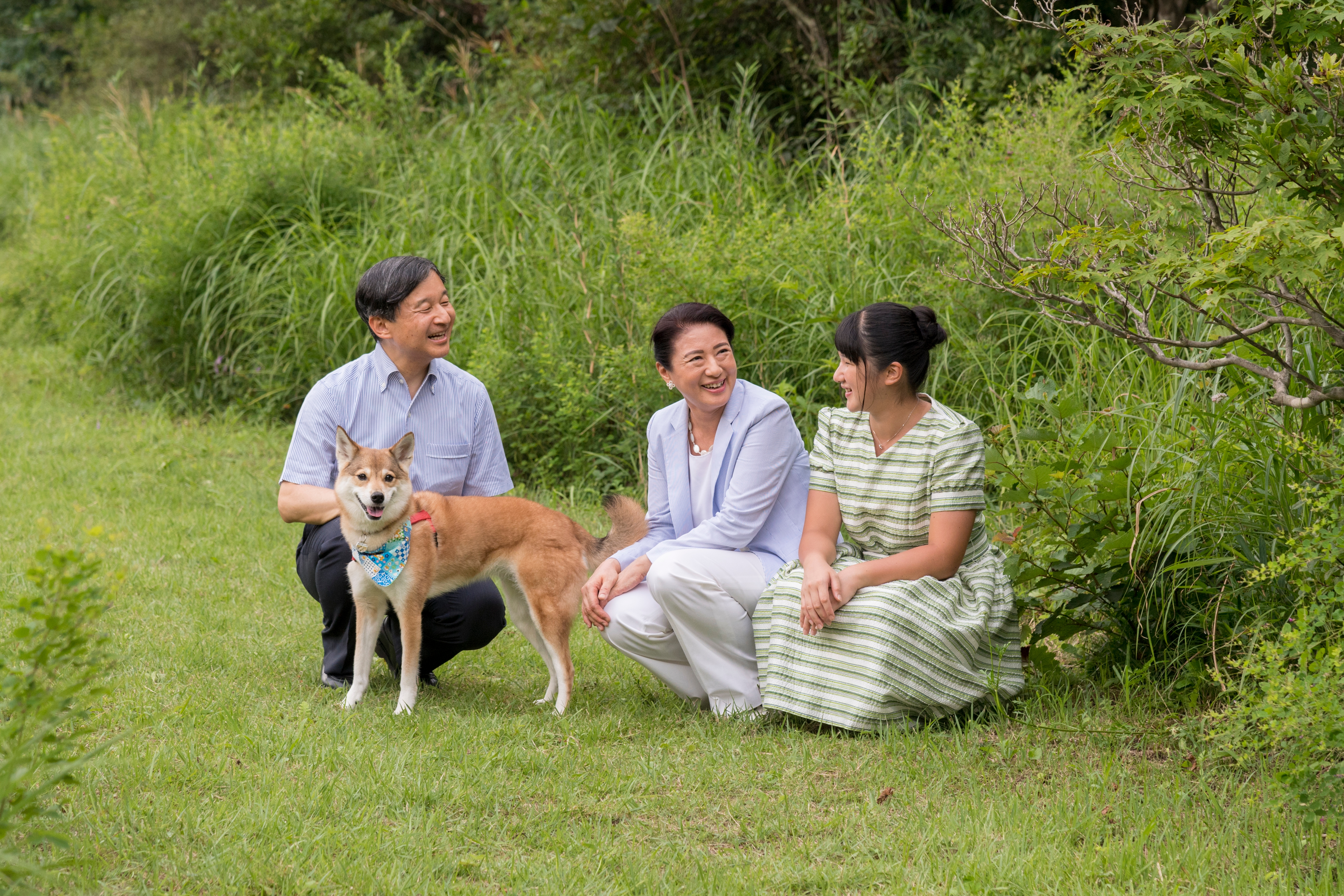
Naruhito y Masako, con su hija Aiko, en la prefectura de Tochigi en 2019

Naruhito está interesado en los temas de la política del manejo del agua y la conservación del agua. En marzo de 2003, en su calidad de presidente honorario del Tercer Foro Mundial del Agua, pronunció el discurso de apertura de las deliberaciones del foro, discurso que abordó el tema de Las vías fluviales que conectan Kioto y las regiones locales. Durante su visita a México en marzo de 2006, pronunció el discurso inaugural de la ceremonia de apertura del Cuarto Foro Mundial del Agua, en el cual abordó el tema de Edo y el transporte por agua. Y en diciembre de 2007, pronunció una charla conmemorativa en la ceremonia de apertura de la Primera Cumbre del Agua de Asia Pacífico, sobre Los seres humanos y el agua: de Japón a la región de Asia Pacífico.
Naruhito interpreta la viola, tras haber interpretado algún tiempo el violín, un instrumento que le parece «demasiado líder, demasiado prominente», lo cual no va con su gusto musical personal. Al emperador le gusta correr, practicar senderismo y montañismo en su tiempo libre. El cumpleaños de Naruhito fue designado como «Día del Monte Fuji» por las prefecturas de Shizuoka y Yamanashi, debido a su amor por la montaña.

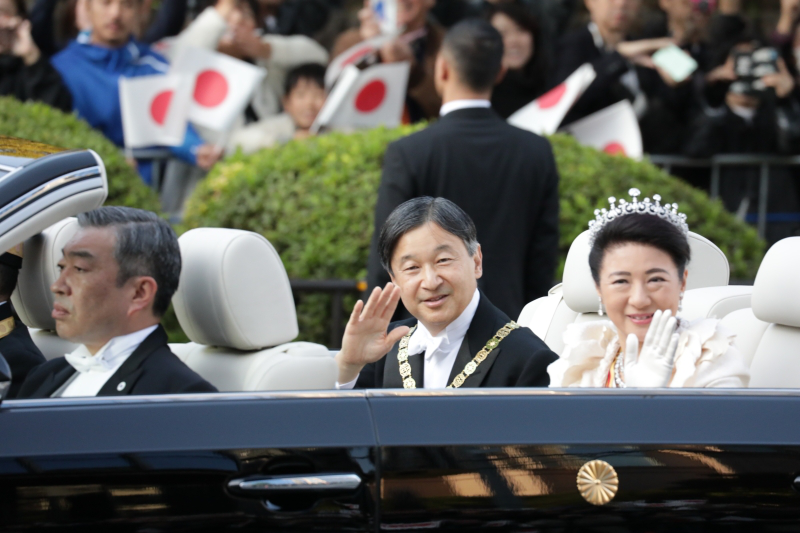
Desfile imperial el día de la celebración de la entronización de Naruhito en 2019

### Patronazgos
Naruhito fue patrocinador del comité organizador de los Juegos Olímpicos de Tokio. Y como príncipe apoyó a la Organización Mundial del Movimiento Scout, asistiendo en 2006, al 14º Jamboree Nipón, el jamboree nacional japonés organizado por la Asociación Scout de Japón. Además ha sido:
- Presidente de Honor del Consejo Asesor de la Secretaría General de las Naciones Unidas para el Agua y la Sanidad.
- Vicepresidente de Honor de la Cruz Roja de Japón.

## Títulos y tratamientos
| ● 23 de febrero de 1960-23 de febrero de 1991: | Su alteza imperial el príncipe Hiro               |
| ● 23 de febrero de 1991-30 de abril de 2019:   | Su alteza imperial el príncipe heredero del Japón |
| ● 1 de mayo de 2019-presente:                  | Su majestad el emperador del Japón                |

## Distinciones

### Condecoraciones nacionales
- Soberano Gran Maestre de la Suprema Orden del Crisantemo.[37]
- Soberano Gran Maestre de la Orden de las Flores de Paulownia.
- Soberano Gran Maestre de la Orden de la Cultura.
- Condecoración de la Cruz Roja Japonesa.[38]
- Medalla de oro de la Cruz Roja Japonesa.[38]
- Premio Faisán de Oro (1989).

### Condecoraciones extranjeras
- Caballero gran cruz de la Orden al Mérito de la República Italiana ( Italia, 1982).[39]
- Caballero gran cruz de la Orden de la Corona ( Países Bajos, 1991).[40]
- Caballero gran cruz de la Orden de Cristo ( Portugal, 1993).
- Collar de la Orden de Zayed ( EAU, 1995).[41][42]
- Gran Decoración de Honor en Oro con Fajín de la Orden al Mérito de la República de Austria ( Austria, 1999).[43]
- Caballero gran cruz de la Orden de San Olaf ( Noruega, 2001).
- Caballero de la Orden del Elefante ( Dinamarca, 2004).
- Caballero de la Orden de los Serafines ( Suecia, 2007).
- Caballero Gran Collar de la Real Orden de Pouono ( Tonga, 2008).[44]
- Medalla conmemorativa de la Coronación de Jorge Tupou V ( Tonga, 2008).[45]
- Caballero gran cruz de la Real y Distinguida Orden de Carlos III ( España, 2008).[46]
- Caballero gran cruz de la Orden del Mérito de la República de Hungría [Clase Civil] ( Hungría, 2010).
- Medalla conmemorativa de la Coronación del Rey Tupou VI ( Tonga, 2015).
- Caballero de la Orden del León de Oro de la Casa de Nassau ( Luxemburgo, 2017).[47]
- Caballero gran cordón de la Orden de Leopoldo ( Bélgica).
- Collar de la Orden de al-Khalifa ( Baréin).
- Caballero gran cruz de la Orden del Redentor ( Grecia).
- Gran comandante de la Orden de la Defensa del Reino [SMN] (Reino de Malasia, 2012).[48]
- Caballero de la Orden de la Jarretera (Reino Unido, 2024).
- Collar de la Orden de la Cruz del Sur (República Federativa de Brasil, 2025).
- Collar de la Orden al Mérito del Estado de Catar (Estado de Catar).

## Ancestros
| \| \| \| \| \| \| \| \| \| \| \| \| \| \| \| \| \| \| \| \| 8. Emperador Taishō \| \| \| \| \| \| \| \| \| \| \| \| \| \| \| \| \| \| \| \| \| \| \| \| \| \| \| \| \| \| \| \| \| \| \| \| \| \| \| \| \| \| \| \| \| \| \| \| \| \| \| \| \| \| 4. Emperador Shōwa \| \| \| \| \| \| \| \| \| \| \| \| \| \| \| \| \| \| \| \| \| \| \| \| \| \| \| \| \| \| \| \| \| \| \| \| \| \| \| \| \| \| \| \| \| \| \| \| \| \| \| \| \| \| 9. Princesa Sadako Kujō del Clan Fujiwara \| \| \| \| \| \| \| \| \| \| \| \| \| \| \| \| \| \| \| \| \| \| \| \| \| \| \| \| \| \| \| \| \| \| \| \| \| \| \| \| \| \| \| \| \| \| \| \| \| \| \| \| \| \| 2. Akihito, Emperador de Japón \| \| \| \| \| \| \| \| \| \| \| \| \| \| \| \| \| \| \| \| \| \| \| \| \| \| \| \| \| \| \| \| \| \| \| \| \| \| \| \| \| \| \| \| \| \| \| \| \| \| \| \| \| \| 10. Kuniyoshi, II Príncipe Imperial Kuni \| \| \| \| \| \| \| \| \| \| \| \| \| \| \| \| \| \| \| \| \| \| \| \| \| \| \| \| \| \| \| \| \| \| \| \| \| \| \| \| \| \| \| \| \| \| \| \| \| \| \| \| \| \| 5. Princesa Nagako Kuni \| \| \| \| \| \| \| \| \| \| \| \| \| \| \| \| \| \| \| \| \| \| \| \| \| \| \| \| \| \| \| \| \| \| \| \| \| \| \| \| \| \| \| \| \| \| \| \| \| \| \| \| \| \| 11. Princesa Shimazu Chikako del Clan Satsuma \| \| \| \| \| \| \| \| \| \| \| \| \| \| \| \| \| \| \| \| \| \| \| \| \| \| \| \| \| \| \| \| \| \| \| \| \| \| \| \| \| \| \| \| \| \| \| \| \| \| \| \| \| \| 1. Naruhito, Emperador de Japón \| \| \| \| \| \| \| \| \| \| \| \| \| \| \| \| \| \| \| \| \| \| \| \| \| \| \| \| \| \| \| \| \| \| \| \| \| \| \| \| \| \| \| \| \| \| \| \| \| \| \| \| \| \| 12. Teiichirō Shōda \| \| \| \| \| \| \| \| \| \| \| \| \| \| \| \| \| \| \| \| \| \| \| \| \| \| \| \| \| \| \| \| \| \| \| \| \| \| \| \| \| \| \| \| \| \| \| \| \| \| \| \| \| \| 6. Hidesaburō Shōda \| \| \| \| \| \| \| \| \| \| \| \| \| \| \| \| \| \| \| \| \| \| \| \| \| \| \| \| \| \| \| \| \| \| \| \| \| \| \| \| \| \| \| \| \| \| \| \| \| \| \| \| \| \| 13. Kinu \| \| \| \| \| \| \| \| \| \| \| \| \| \| \| \| \| \| \| \| \| \| \| \| \| \| \| \| \| \| \| \| \| \| \| \| \| \| \| \| \| \| \| \| \| \| \| \| \| \| \| \| \| \| 3. Michiko Shōda \| \| \| \| \| \| \| \| \| \| \| \| \| \| \| \| \| \| \| \| \| \| \| \| \| \| \| \| \| \| \| \| \| \| \| \| \| \| \| \| \| \| \| \| \| \| \| \| \| \| \| \| \| \| 14. Tsunatake Soejima \| \| \| \| \| \| \| \| \| \| \| \| \| \| \| \| \| \| \| \| \| \| \| \| \| \| \| \| \| \| \| \| \| \| \| \| \| \| \| \| \| \| \| \| \| \| \| \| \| \| \| \| \| \| 7. Fumiko Soejima \| \| \| \| \| \| \| \| \| \| \| \| \| \| \| \| \| \| \| \| \| \| \| \| \| \| \| \| \| \| \| \| \| \| \| \| \| \| \| \| \| \| \| \| \| \| \| \| \| \| \| \| \| \| 15. Aya \| \| \| \| \| \| \| \| \| \| \| \| \| \| \| \| \| \| \| \| \| \| \| \| \| \| \| \| \| \| \| \| \| \| \| \| \| \| \| \| \| \| \| \| \| \| \| \| \| \| \| \| |                                               |  |  |  |  |  |  |  |  |  |  |  |  |  |  |  |
| |                                               |  |  |  |  |  |  |  |  |  |  |  |  |  |  |  |
| | 8. Emperador Taishō                           |  |  |  |  |  |  |  |  |  |  |  |  |  |  |  |
| |                                               |  |  |  |  |  |  |  |  |  |  |  |  |  |  |  |
| |                                               |  |  |  |  |  |  |  |  |  |  |  |  |  |  |  |
| | 4. Emperador Shōwa                            |  |  |  |  |  |  |  |  |  |  |  |  |  |  |  |
| |                                               |  |  |  |  |  |  |  |  |  |  |  |  |  |  |  |
| |                                               |  |  |  |  |  |  |  |  |  |  |  |  |  |  |  |
| | 9. Princesa Sadako Kujō del Clan Fujiwara     |  |  |  |  |  |  |  |  |  |  |  |  |  |  |  |
| |                                               |  |  |  |  |  |  |  |  |  |  |  |  |  |  |  |
| |                                               |  |  |  |  |  |  |  |  |  |  |  |  |  |  |  |
| | 2. Akihito, Emperador de Japón                |  |  |  |  |  |  |  |  |  |  |  |  |  |  |  |
| |                                               |  |  |  |  |  |  |  |  |  |  |  |  |  |  |  |
| |                                               |  |  |  |  |  |  |  |  |  |  |  |  |  |  |  |
| | 10. Kuniyoshi, II Príncipe Imperial Kuni      |  |  |  |  |  |  |  |  |  |  |  |  |  |  |  |
| |                                               |  |  |  |  |  |  |  |  |  |  |  |  |  |  |  |
| |                                               |  |  |  |  |  |  |  |  |  |  |  |  |  |  |  |
| | 5. Princesa Nagako Kuni                       |  |  |  |  |  |  |  |  |  |  |  |  |  |  |  |
| |                                               |  |  |  |  |  |  |  |  |  |  |  |  |  |  |  |
| |                                               |  |  |  |  |  |  |  |  |  |  |  |  |  |  |  |
| | 11. Princesa Shimazu Chikako del Clan Satsuma |  |  |  |  |  |  |  |  |  |  |  |  |  |  |  |
| |                                               |  |  |  |  |  |  |  |  |  |  |  |  |  |  |  |
| |                                               |  |  |  |  |  |  |  |  |  |  |  |  |  |  |  |
| | 1. Naruhito, Emperador de Japón               |  |  |  |  |  |  |  |  |  |  |  |  |  |  |  |
| |                                               |  |  |  |  |  |  |  |  |  |  |  |  |  |  |  |
| |                                               |  |  |  |  |  |  |  |  |  |  |  |  |  |  |  |
| | 12. Teiichirō Shōda                           |  |  |  |  |  |  |  |  |  |  |  |  |  |  |  |
| |                                               |  |  |  |  |  |  |  |  |  |  |  |  |  |  |  |
| |                                               |  |  |  |  |  |  |  |  |  |  |  |  |  |  |  |
| | 6. Hidesaburō Shōda                           |  |  |  |  |  |  |  |  |  |  |  |  |  |  |  |
| |                                               |  |  |  |  |  |  |  |  |  |  |  |  |  |  |  |
| |                                               |  |  |  |  |  |  |  |  |  |  |  |  |  |  |  |
| | 13. Kinu                                      |  |  |  |  |  |  |  |  |  |  |  |  |  |  |  |
| |                                               |  |  |  |  |  |  |  |  |  |  |  |  |  |  |  |
| |                                               |  |  |  |  |  |  |  |  |  |  |  |  |  |  |  |
| | 3. Michiko Shōda                              |  |  |  |  |  |  |  |  |  |  |  |  |  |  |  |
| |                                               |  |  |  |  |  |  |  |  |  |  |  |  |  |  |  |
| |                                               |  |  |  |  |  |  |  |  |  |  |  |  |  |  |  |
| | 14. Tsunatake Soejima                         |  |  |  |  |  |  |  |  |  |  |  |  |  |  |  |
| |                                               |  |  |  |  |  |  |  |  |  |  |  |  |  |  |  |
| |                                               |  |  |  |  |  |  |  |  |  |  |  |  |  |  |  |
| | 7. Fumiko Soejima                             |  |  |  |  |  |  |  |  |  |  |  |  |  |  |  |
| |                                               |  |  |  |  |  |  |  |  |  |  |  |  |  |  |  |
| |                                               |  |  |  |  |  |  |  |  |  |  |  |  |  |  |  |
| | 15. Aya                                       |  |  |  |  |  |  |  |  |  |  |  |  |  |  |  |
| |                                               |  |  |  |  |  |  |  |  |  |  |  |  |  |  |  |
| |                                               |  |  |  |  |  |  |  |  |  |  |  |  |  |  |  |

| Predecesor: Akihito | Emperador de Japón 2019 - | Sucesor: en el cargo |

## Biografía
- Hills, Ben (2006). Princess Masako: Prisoner of the Chrysanthemum Throne (en inglés). Penguin. ISBN 1585425680.